# سرخس چوبی ساحلی
سرخس چوبی ساحلی (نام علمی: Dryopteris arguta) نام یک گونه از سرده سرخس نر است.